# جيمس بي مكارثي
جيمس بي مكارثي (بالإنجليزية: James P. McCarthy)‏ هو ضابط أمريكي، ولد في 7 مارس 1935 في كانتون في الولايات المتحدة.